# Герасимов, Николай Петрович
Николай Петрович Герасимов — советский и российский лыжник. Чемпион, серебряный, бронзовый призёр Всемирной зимней Универсиады 1987 года в г. Штребске - Плесо, Чехословакия.
Бронзовый призёр чемпионата СССР 1988 года в эстафете 4×10 км. Мастер спорта СССР международного класса по лыжному спорту.

## Биография
Окончил КАИ по специальности «Самолётостроение» в 1987 году.
Тренировался под руководством Юрия Фёдоровича Золотова.
Чемпион в эстафетной гонке 4х10 км, серебряный призёр на дистанции 15 км и бронзовый призёр на дистанции 30 км (масс-старт) Универсиады 1987 года в Чехословакии.
Абсолютный чемпион 53-го международного Праздника Севера 1987 года.
Чемпион мира 1993 года в суточной гонке в Италии.
Чемпион РСФСР и России 1986, 1994 годов. Чемпион СССР по общей физической подготовке и кроссу 1987 года.
В настоящее время работает доцентом кафедры экономических и гуманитарных дисциплин филиала КНИТУ-КАИ в г. Набережные Челны.

## Научные работы
- Золотов Ю. Ф., Герасимов Н. П. Основы техники лыжных ходов: Подготовка лыжников гонщиков в условиях вуза: учебное пособие. — Казань: КГТУ, 2008. — 146 с.
- Герасимов Н. П. Повышение эффективности спортивной подготовки лыжников в непрофильных вузах с учётом инноваций в спортивном инвентаре. // Физическая культура: воспитание, образование, тренировка. — 2018. — № 2. — С. 52-54 : 1 фот., 1 табл. — Библиогр.: с. 53-54 (6 назв.). — ISSN 18174779